# Annemarie Bon
Annemarie Bon (Den Bosch, 11 februari 1954) is een Nederlands schrijfster.

## Biografie
Annemarie werd geboren in Den Bosch als oudste in een gezin van vier kinderen. Haar vader was vertegenwoordiger in schoolaccessoires. Ze was dol op tekenen en lezen. Ze ging naar de middelbare meisjesschool en studeerde daarna biochemie aan de hogere laboratoriumschool. Ze werkte enige jaren in een ziekenhuislaboratorium, waar zij onder andere bloedonderzoek deed. Toen dit werk niet beviel, is zij na wat omzwervingen begonnen bij het Brabants Dagblad als freelance journalist. In 1991 werd zij hoofdredacteur van het tijdschrift Taptoe. Annemarie Bon heeft twee zonen, Matthijs en Daan, en twee kleindochters, Fenne en Nomi.

## Loopbaan
In 2001 startte Annemarie Bon als zelfstandig tekstschrijver. In dat jaar debuteerde zij met haar boek Help, een spreekbeurt!.
Ze heeft veel boeken van de serie Haas op haar naam staan waarbij Gertie Jaquet de illustraties maakte. 
Daarnaast schreef ze vele AVI-boekjes, waaronder de populaire serie met Stoere Steffie, die avonturen beleeft met een tijdmachine, Ook schrijft ze zowel fictie als non fictie voor kinderen en jongeren tot en met 15 jaar.  De bekendste zijn Oppassen, Een nieuw leven, Niets meer te verliezen, Free run en Challenge. Fake is een informatief boek over nepnieuws, mindfuck en complottheorieën. Het boek is een ode aan de wetenschap, serieuze journalistiek en helder denken en is tevens verschenen in Rusland, Zuid-Korea en Hongarije. 
Haar omvangrijkste en zwaarste boek is Het jaar rond met Pip en Polle. Een boek met voor elke dag van het jaar een door Esther Leeuwrik geïllustreerd verhaaltje, geschikt voor kinderen van 4 tot 7 jaar. Dit boek is zeer goed ontvangen.
Zij publiceert onder andere bij uitgeverij Moon, Volt, Zwijsen en Kluitman.
Annemarie Bon bezoekt regelmatig scholen en bibliotheken waar zij vertelt over haar werk. Annemarie schrijft voornamelijk kinder- en jeugdboeken maar heeft ook enkele boeken voor volwassenen op haar naam staan. 365 dingen om te doen met je kleinkind is erg populair onder aanstaande ouders om de aanstaande grootouders mee te verrassen. Het boek kent momenteel de vijfde druk. 
Haar boeken Een jaar lang feest met Haas, Op avontuur met oma en Zo maak je een boek waren kerntitel van de Kinderboekenweek in respectievelijk 2014, 2016 en 2021.
Een nieuw leven en Free run waren beide kerntitel voor De Jonge Jury.
Sinds een aantal jaar vertaalt Annemarie Bon ook boekjes voor jonge lezers uit het Engels en Duits voor uitgeverij Bontekoe en uitgeverij Schoolsupport. Op haar Youtube-kanaal staan een aantal begeleidende filmpjes bij boektitels.
Naast haar werk als auteur en vertaler was Annemarie Bon actief bij de Auteursbond, Stichting Leenrecht en als vicevoorzitter bij Stichting LIRA.In 2025 werd zij gehuldigd als erelid van de Auteursbond.